# Darkhazīneh
Darkhazīneh (persiska: درخزینه) är en ort i Iran.   Den ligger i provinsen Khuzestan, i den centrala delen av landet, 500 km sydväst om huvudstaden Teheran. Darkhazīneh ligger 32 meter över havet och antalet invånare är 459.
Terrängen runt Darkhazīneh är platt åt sydväst, men åt nordost är den kuperad.Runt Darkhazīneh är det ganska tätbefolkat, med 80 invånare per kvadratkilometer. Närmaste större samhälle är Tak Takū, 16,0 km nordväst om Darkhazīneh. Trakten runt Darkhazīneh är ofruktbar med lite eller ingen växtlighet.